# Герб Гірника
Герб Гірника — символ міста Гірник Донецької області. Автор - Едуард Савченко.

## Опис
На гербі зображений гірник (герб є промовистим), який тримає в лівій руці шмат вугілля, а у правій відбійний молоток.
Чорне поле щита та золота трикутна глава має подвійне значення. Це образ того, як настає світанок між двома териконами та символічне зображення того як жовте світло ліхтарів опускається в чорну земну порожнечу.